# Гостра Могила
Го́стра Моги́ла (укр. Гостра Могила — Острая Могила) — село, входит в Ставищенский район Киевской области Украины.
Население по переписи 2001 года составляло 872 человека. Почтовый индекс — 09410. Телефонный код — 4564. Занимает площадь 4,074 км². Код КОАТУУ — 3224284401.

## Местный совет
09410, Киевская обл., Ставищенский р-н, с. Гостра Могила, ул. Центральная, 41, тел. 2-33-24 

## Галерея

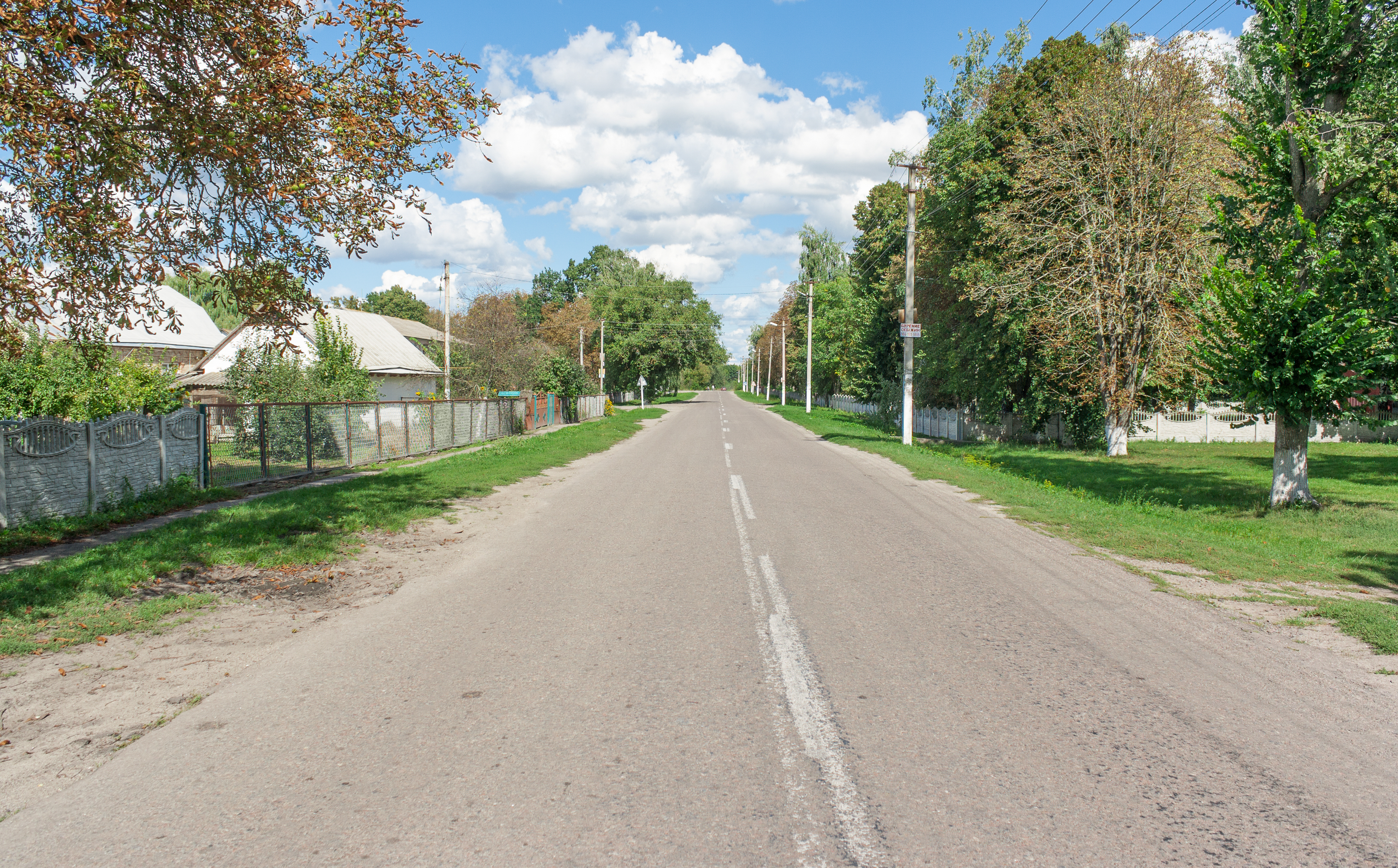
Улица Центральная
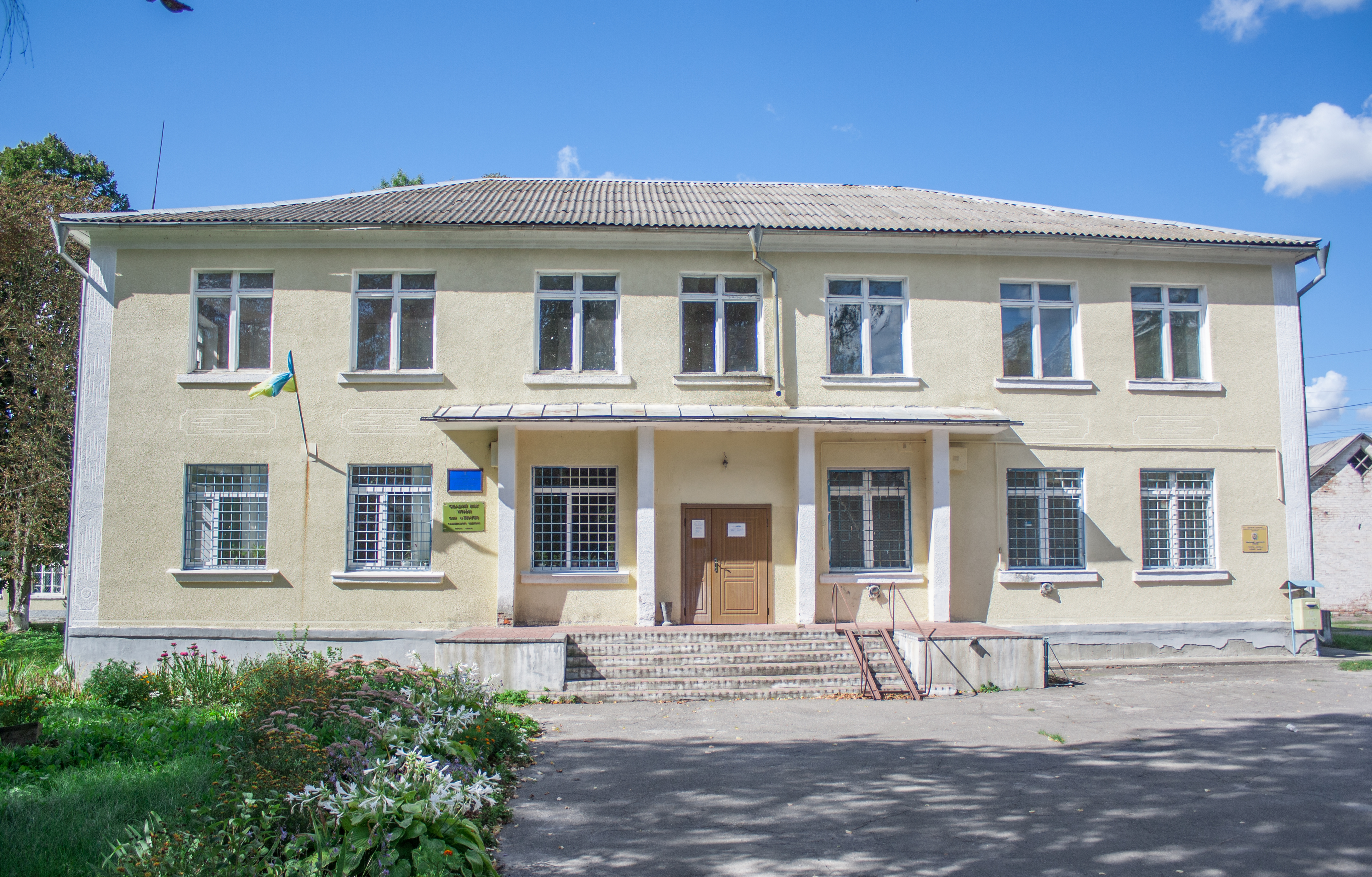
Сельский совет
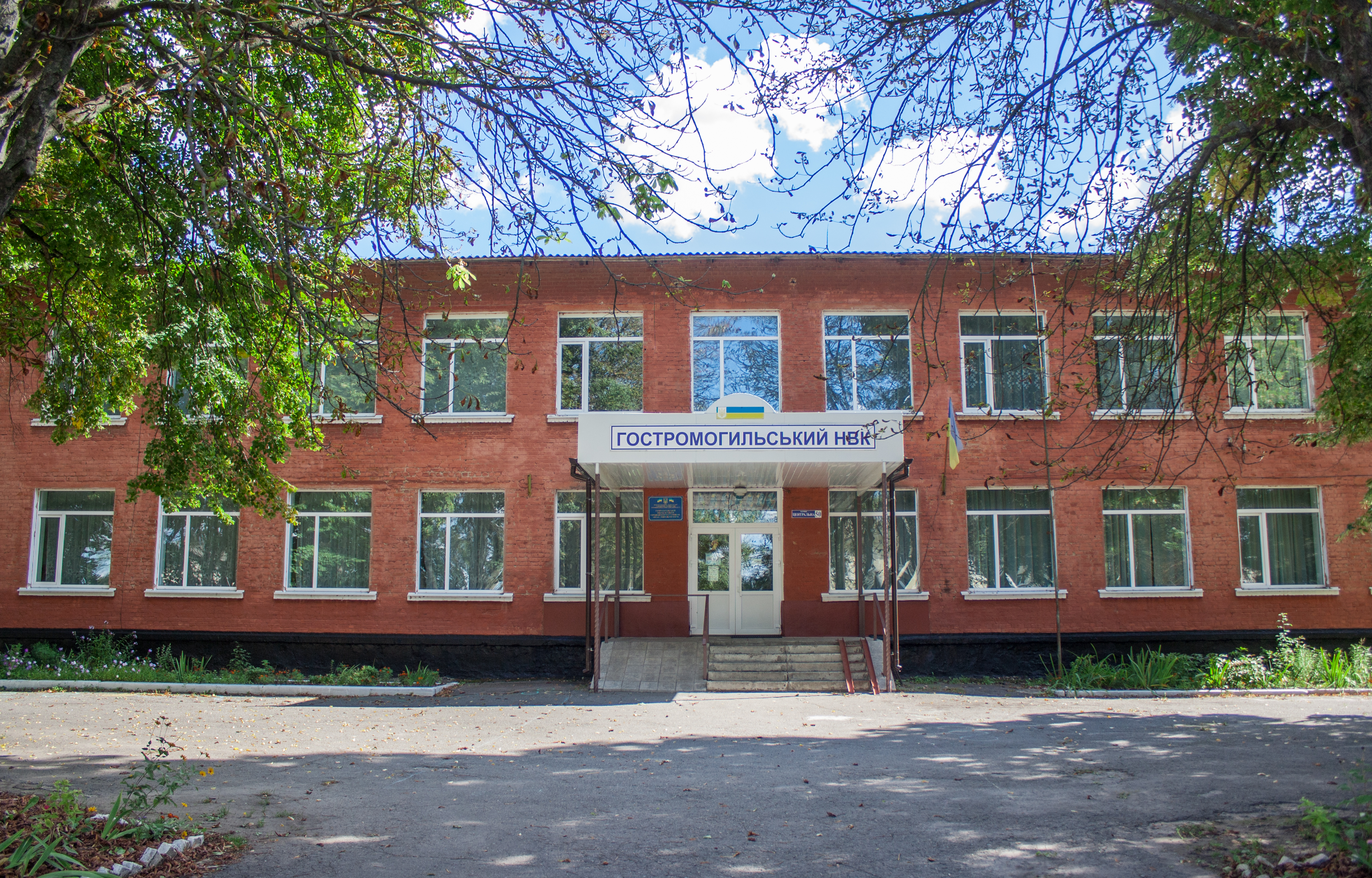
Школа
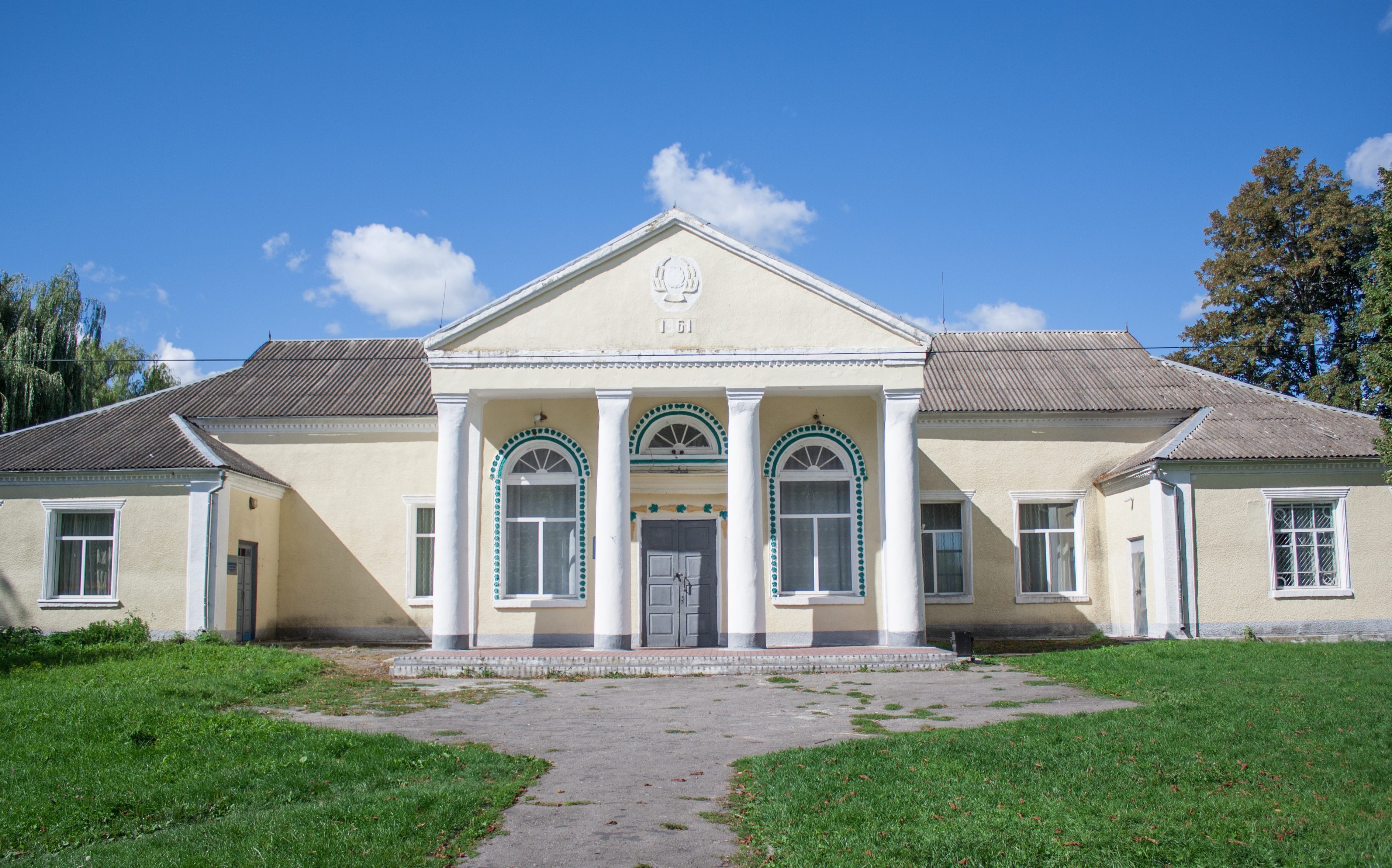
Дом культуры
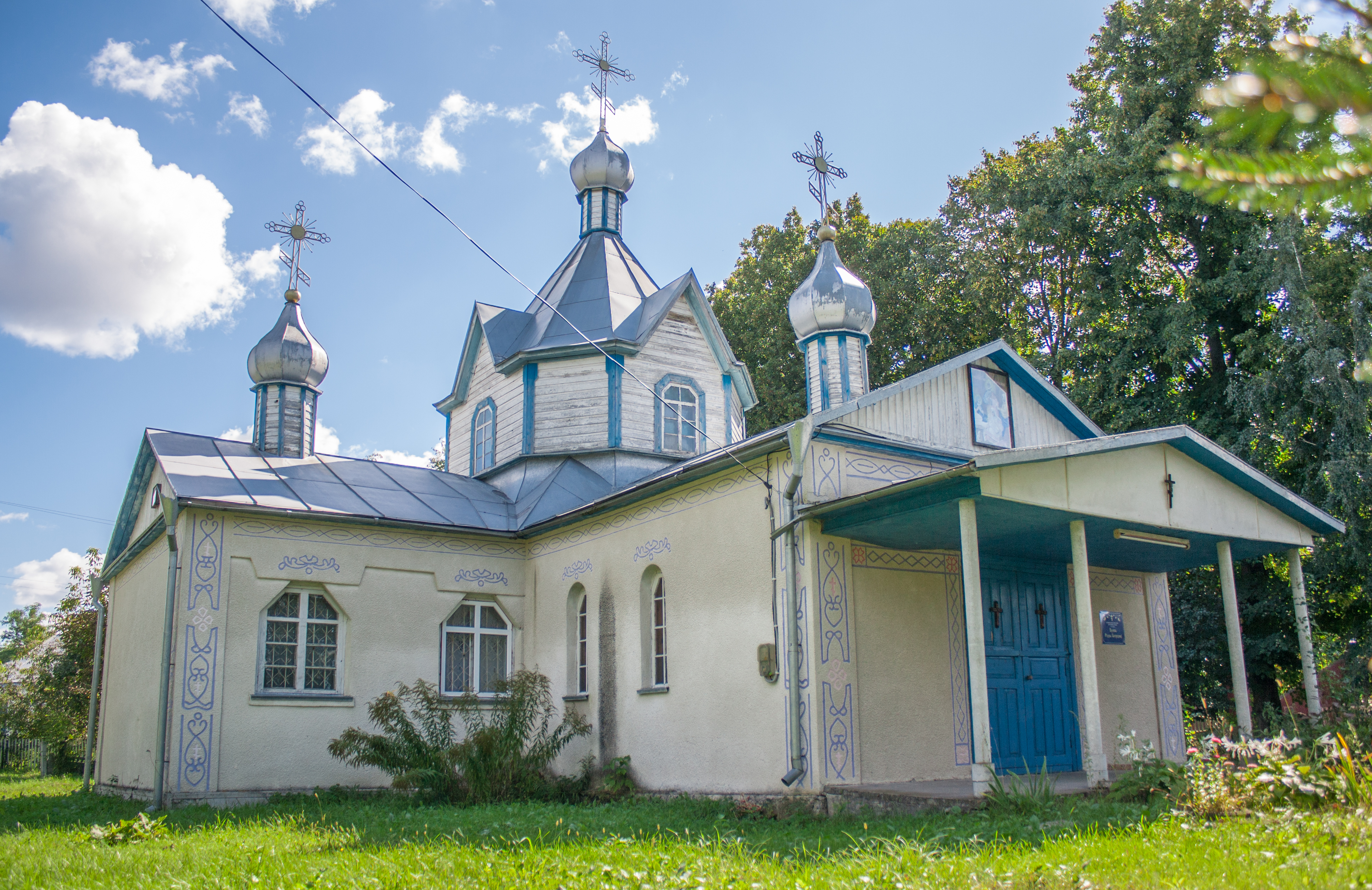
Церковь